# Gabriel Vigliensoni
Gabriel Vigliensoni Martin (Valparaíso, 6 de enero de 1971) es un tecladista y productor musical, más conocido por su trabajo en bandas como Lucybell, Los Mismos y Electrodomésticos.

## Biografía
Nació y se crio en Valparaíso, Chile. Años más tarde, se mudó a Santiago de Chile para estudiar la carrera de Licenciatura en Artes con mención en sonido, en la Facultad de Artes de la Universidad de Chile. Durante sus años de estudio, conoció al baterista Francisco González, con quien después de un tiempo junto a Claudio Valenzuela formarían el grupo de rock Lucybell.
Vigliensoni trabajó junto a Lucybell durante ocho años, participando en los tres primeros álbumes de la banda, hasta su retirada en septiembre de 1999, para comenzar una carrera como productor musical de bandas. En esa misma fecha se retiró junto con él el bajista original de la banda Marcelo Muñoz.
Trabajó produciendo discos para Bitman y Roban, Andrés Bucci, Carola Carmona, Lulú Jam!, Tapia Rabia Jackson y Saiko.
En 1999 se unió a la banda Los Mismos, y en 2002 se integró a Electrodomésticos.
A todas estas bandas en las que muy rápidamente se vio involucrado, no lo detuvieron para que Vigliensoni tuviera la intención de lanzar su propio trabajo en solitario. En el 2004, lanza su primer álbum de estudio solista, Nata, de tendencia electrónica. En este álbum también colaboró el DJ británico Kevin Sanders y la cantante chilena Javiera Mena, en la canción "Elige me".
Vigliensoni se retiró de Electrodomésticos en el 2005, y de Los Mismos en 2009, para dedicarse a la producción de música para bandas sonoras de cortometrajes, y docencia con relación a sus estudios de sonido.
En la actualidad se encuentra radicado en Montreal, Canadá, donde finalizó estudios de doctorado en sistemas automatizados de recomendación musical.
En el 2012 se reunió nuevamente a Lucybell en un concierto conmemorativo a los veintiún años de la banda, realizando una gira por Chile, Perú, México y Canadá.
Estando en Canadá ha editados cinco discos: Le Règne Animal (2014, A Magical Substance), Jaguar (2015, Clang), Michael Saved Us All (2018, No Problema Tapes), Tempest (2018, A Magical Substance) y Clastic Music (2022, Chez.Kito.Kat Records)

## Discografía

### Como Solista
- 2004: Nata
- 2014: Le Règne Animal (EP)
- 2015: Jaguar (EP)[9]
- 2018: Michael Saved Us All (EP)
- 2018: Tempest (EP)
- 2022: Clastic Music

### Con Lucybell
- 1995: Peces
- 1996: Viajar
- 1996: Mataz EP
- 1998: Lucybell
- 2013: Poderoso

Con Tragatierra
- 2021: Ola de Calor + Tragatierra (single)[10]

### Con Los Mismos
- 2002: Picnic
- 2006: Caspana

### Con Electrodomésticos
- 2004: La Nueva Canción Chilena

### Colaboraciones
- 1995: San Bernardo (de Malcorazón)[11]
- 1997: Pon tu corazón en la lavadora (de Canal Magdalena)[12]
- 1999: La frecuencia rebelde (de La Frecuencia Rebelde)[13]
- 1999: Supernova (de Supernova)[14]
- 1999: El Chacotero Sentimental OST(de Carlos Cabezas)[15]
- 2000: Summer Loser Boy (de Canal Magdalena)
- 2000: Raíz (de Dolores Delirio)[16]
- 2001: Fusión de estilos (de Zaturno&Tapia Rabia)[17]
- 2001: Sesión futura (de Lucybell)
- 2002: En concierto (de Myriam Hernández)[18]
- 2002: La hora feliz (de Ángel Parra Trío)[19]
- 2002: Robar es natural (de Bitman&Roban)[20]
- 2003: Corazón caliente (de Lulú Jam!)[21]
- 2003: Música del cuerpo I (de Cuerpos Pintados)[22]
- 2003: Vacas locas (de Francisco Allendes)[23]
- 2003: Solo, dúo, trío (de Carlos Silva)
- 2003: Sunset Beats (de DJ Bitman)[24]
- 2003: Earthnic I, II & III (de Horizonte)
- 2004: Oscilación (de Poesía + Electrónica)[25]
- 2004: Rock my Ass (de Purdy Rocks)[26]
- 2004: Las horas (de Saiko)[27]
- 2005: El Elelá (de Rock Hudson)[28]
- 2006: Esquemas juveniles (de Javiera Mena)[29]
- 2006: Quintana Roo (de Rock Hudson)[30]
- 2007: Hipotálamo (de Lainus)
- 2008: Five minute love (de Redulce)[31]
- 2008: Suban el volumen (de Lulu Jam!)[32]
- 2009: Crecer/Dolor (de Cazar)[33]
- 2014: Maneras RMX (de La Entrópica)
- 2014: Alma púrpura (de Francisco González)[34]
- 2015: Simulaciones Revisited (de Equipo)[35]
- 2016: Poptronics Remixes (de Silvio Paredes)
- 2017: Dedosmuertos (de Dedosmuertos)
- 2020: Crystal (de Francisco Pinto)[36]
- 2021: Iguales o distintos (de Mono o Estéreo)[37]